# Curve (groupe)
Pour les articles homonymes, voir Curve.
Curve est un groupe de rock alternatif et de musique électronique anglais. Originaire de Londres, ce duo s'est formé en 1990 et s'est séparé en 2005. Le groupe se composait de Toni Halliday (chant, guitare) et Dean Garcia (basse, guitare, batterie, programmation).
Curve a publié cinq albums studio (Doppelgänger en 1992, Cuckoo en 1993, Come Clean en 1998, Gift en 2001, et The New Adventures of Curve en 2002), cinq albums de compilation (Pubic Fruit en 1992, Radio Sessions en 1993, Open Day at the Hate Fest en 2001, The Way of Curve en 2004 et Rare and Unreleased en 2010) et de plusieurs EPs et singles.